# 791년

## 연호
- 당(唐) 정원(貞元) 7년
- 일본(日本) 엔랴쿠(延暦) 10년

## 기년
- 당(唐) 덕종(德宗) 12년
- 신라(新羅) 원성왕(元聖王) 7년
- 발해(渤海) 문왕(文王) 55년

## 사건
- 원성왕의 장남 혜충 태자 인겸이 세상을 떠남.

## 사망
- 음력 1월 원성왕의 장남 혜충태자(惠忠太子) 인겸(仁謙)